# Eurydamas (Argonaut)
Eurydamas (altgriechisch Εὐρυδάμας Eurydámas) ist der Name einer Figur der griechischen Mythologie. Er war der Sohn von Ktimenos aus dem dolopischen Ktimene und nahm an der Fahrt der Argonauten teil. Bei Hyginus werden als seine Eltern auch Iros und Demonassa genannt, wodurch er der Bruder des Argonauten Eurytion wäre. Diese Angabe könnte allerdings auf einer Verwechslung beruhen.